# Zero (NewJeans의 노래)
"Zero"는 대한민국 걸그룹 NewJeans의 노래로, 코카콜라의 코카콜라 제로슈거 한국 캠페인 홍보 싱글로 2023년 4월 3일에 발매되었다. 이 곡은 그룹의 첫 번째 주로 영어로 된 곡이며, 뮤직 비디오와 함께 공개되었다.

## 배경
NewJeans는 이전에 코카콜라의 글로벌 앰배서더로 발표되었으며, "Zero"는 그 역할의 프로젝트로 사용되었다.
미국 래퍼 제이아이디가 피처링한 곡의 리믹스가 2023년 6월 20일에 발매되었고, 다음 날 뮤직 비디오가 공개되었다.

## 구성
"Zero"는 "팝과 R&B 코드 및 저지 클럽 리듬과 같은 다양한 장르와 사운드"를 포함하며, 보도 자료에 따르면 "드럼 앤 베이스의 긴급함과 R&B의 달콤함"을 결합했다고 한다. 이 곡은 한국어와 영어 가사를 "융합"하여 코카콜라를 언급하는 가사를 포함하고 있다.

## 뮤직 비디오
2023년 4월 3일 유튜브에 공개된 뮤직 비디오는 그룹이 준비하고, "에너지 넘치는 안무"를 선보이며 코카콜라를 마시는 모습을 보여준다. 제이아이디가 피처링한 리믹스 뮤직 비디오는 2023년 6월 21일에 공개되었다.

## 수상 및 후보
| 시상식                 | 연도 | 부문                                 | 결과     | Ref.  |
| ---------------------- | ---- | ------------------------------------ | -------- | ----- |
| 스파이크 아시아 어워드 | 2024 | 음악 콘텐츠 내 브랜드 또는 제품 통합 | 예비후보 | [ 6 ] |

## 차트
| 차트 (2023)                 | 최고 순위 |
| --------------------------- | --------- |
| 글로벌 (미국 제외) (빌보드) | 154       |
| 일본 (Japan Hot 100)        | 58        |
| 뉴질랜드 핫 싱글 (RMNZ)     | 29        |
| 싱가포르 (RIAS)             | 22        |
| 대한민국 (써클)             | 12        |

| 차트 (2023)     | 순위 |
| --------------- | ---- |
| 대한민국 (써클) | 24   |

## 발매 역사
| 지역      | 날짜            | 포맷                   | 버전              | 레이블        | Ref.   |
| --------- | --------------- | ---------------------- | ----------------- | ------------- | ------ |
| 여러 지역 | 2023년 4월 3일  | 음악 다운로드 스트리밍 | 오리지널          | ADOR YG플러스 | [ 13 ] |
| 여러 지역 | 2023년 6월 20일 | 음악 다운로드 스트리밍 | 제이아이디 리믹스 | ADOR YG플러스 | [ 14 ] |